# Roberts Ķīlis
Roberts Ķīlis, född 14 mars 1968 i Riga, död 18 mars 2022 i Riga, var en lettisk socialantropolog som var Lettlands utbildnings- och vetenskapsminister från 2011 till 2013. Han hade examen från Lettlands universitet och Universitetet i Cambridge samt var från 1994 docent vid Stockholm School of Economics in Riga.